# Beňadikovce
Beňadikovce jsou obec na Slovensku, v okrese Svidník v Prešovském kraji. V obci žije 204 obyvatel.

## Poloha
Obec leží v Nízkých Beskydech v údolní nivě a na obou přilehlých svazích řeky Radomky. Území je mírně členité s nadmořskou výškou v rozmezí 250 až 500 m n. m., střed obce je ve výšce 260 m n. m., a je tvořeno vrstvami pískovců a jílovců s pokryvem čtvrtohorních svahových hlín a naplaveninami štěrků a písků. Bezlesá je pouze údolní část, v lesích převládá porost buku, bříz a borovic.
Obec sousedí na severu s obcí Mlynárovce, na východě s obcí Rakovčík, na jihu s obcemi Šarišský Štiavnik a Okrúhle, na západě s obcemi v okrese Bardejov Kožany a Kurima.

## Historie
První písemná zmínka o obci pochází z roku 1414, kde je uváděná jako Benedukwagasa, později jako Benedikocz v roce 1492, Benedikovce v roce 1920 a od roku 1948 jako Baňadikovce; maďarský název je Benedikóc nebo Benedekvágása.
Obec vznikla na zákupním právu na území panství Radom jako silniční řadová zástavba s roubenými domy se slaměnou valbovou střechou a dymníky. Obec v 15. století náležela panství Makovica. V roce 1427 platila daň z 31 port. Koncem 15. století byla zpustošená polskými vojsky a v roce 1711 útěkem poddaných se téměř vylidnila. V roce 1787 žilo v 41 domech 341 obyvatel a v roce 1828 žilo 502 obyvatel v 68 domech.
Hlavní obživou bylo zemědělství, chov dobytka a prasat. V meziválečném období obyvatelé pracovali jako dřevorubci, povozníci a košikáři.

## Památky
V obci se nachází řeckokatolický kostel zasvěcený Panně Marii (Chrám ochrany Presvätej Bohorodičky) postavený v barokním slohu v roce 1700 a do klasicistní podoby byl přestavěn kolem roku 1800. Byl opravován v roce 1890. Kostel je jednolodní orientovaná stavba s kruhovým závěrem kněžiště a s vestavěnou věží v západním průčelí. V interiéru je ikonostas z počátku 19. století. Obec náleží pod řeckokatolickou farnost Šarišský Štiavnik děkanátu Giraltovce archeparchii prešovskou.